# Obcowanie płciowe z osobą chorą psychicznie
Obcowanie płciowe z osobą chorą psychicznie – w polskim prawie typ przestępstwa seksualnego polegającego na obcowaniu płciowym bez pełnej rzeczywistej zgody partnera.
Przede wszystkim chodzi o obcowanie płciowe z osobą niepoczytalną lub o ograniczonej poczytalności z powodu niedorozwoju, choroby psychicznej lub innego zakłócenia psychicznego. 

## Kodeks karny
Art. 198. Kto, wykorzystując bezradność innej osoby lub wynikający z upośledzenia umysłowego lub choroby psychicznej brak zdolności tej osoby do rozpoznania znaczenia czynu lub pokierowania swoim postępowaniem, doprowadza ją do obcowania płciowego lub do poddania się innej czynności seksualnej albo do wykonania takiej czynności, podlega karze pozbawienia wolności od 6 miesięcy do lat 8.